# Marcus Iulius Vestinus Atticus
Marcus Iulius Vestinus Atticus († 65) war ein römischer Senator im 1. Jahrhundert n. Chr.
Vestinus Atticus, wohl Sohn des Praefectus Aegypti (60–62) Lucius Iulius Vestinus, war ein Freund des Kaisers Nero. Er war gemeinsam mit Aulus Licinius Nerva Silianus ordentlicher Konsul im Jahr 65, in dem es zur Pisonischen Verschwörung kam, an der Vestinus nicht beteiligt war, weil die Verschwörer ihn für „jähzornig und schwierig“ hielten. Nero wollte jedoch Vestinus als Verschwörer beseitigen, der ihm inzwischen nicht zuletzt deshalb verhasst war, weil er dem Kaiser mit seinem Spott zusetzte. So zwang er Vestinus während eines Gastmahls zum Selbstmord. Im folgenden Jahr heiratete Nero Vestinus’ Witwe Statilia Messalina, mit der er schon vor ihrer Ehe mit Vestinus eine Affäre gehabt haben soll.